# Jeff Hardy
Jeffrey "Jeff" Nero Hardy, född 31 augusti 1977 i Cameron, North Carolina, är en amerikansk fribrottare som är anställd hos AEW. Han och hans bror Matt Hardy har ett flertal gånger vunnit WWE:s "Tag Team"-titlar (lagtitlar).
Jeff Hardy lämnade WWE 2009 och brottades i stället för TNA. Men år 2017 kom han tillbaka till WWE i Wrestlemania 33 med sin bror Matt Hardy som då vann WWE tagteam championship.
Jeff Hardy debuterade i AEW 2022. Hardy greps i juni 2022 för att ha kört under påverkan av alkohol. Han är inställd på att återvända efter behandlingen.

## Karriär
Jeff Hardy och hans bror Matt var stora när de växte upp, och hade en dröm om att en dag bli professionella brottare. Hardys stora förebilder inom wrestlingen var Sting, Ultimate Warrior och Shawn Michaels. 
och Jeff var en av de bästa Hardcore Wrestlarna igenom tiderna.